# Ceilão nos Jogos Olímpicos de Verão de 1972
O Ceilão (atual Sri Lanca) competiu nos Jogos Olímpicos de Verão de 1972, realizados em Munique, Alemanha Oriental.

## Atletismo
100 metros masculino
- Sunil Gunawardene
  - Primeira Bateria — 11.00s (→ não avançou)

- Lucien Rosa
- Wickramesinghe Wimaladasa

## Tiro
- Daya Rajasinghe Nadarajasingham